# Le Mystère des Cornouailles
Pour le téléfilm, voir Le Mystère des Cornouailles (téléfilm).
Le Mystère des Cornouailles (The Cornish Mystery) est une nouvelle policière d'Agatha Christie mettant en scène le détective belge Hercule Poirot.
Initialement publiée le 28 novembre 1923 dans la revue The Sketch au Royaume-Uni, cette nouvelle n'a été reprise en recueil qu'en 1951 dans The Under Dog and Other Stories aux États-Unis. Elle a été publiée pour la première fois en France dans le recueil Le Bal de la victoire en 1979.

## Personnages
- Hercule Poirot
- Hastings
- Mme Alice Pengelley : la victime, épouse de M. Pengelley
- M. Pengelley : dentiste, époux de Mme Pengelley
- Freda Stanton : nièce des Pengelley
- Jacob Radnor : fiancé de Freda Stanton

## Résumé

### Mise en place de l'intrigue
Mme Pengelley rend visite à Hercule Poirot, et lui explique craindre un empoisonnement de la part de son mari, dentiste. Son médecin parle de gastrite, mais elle a relevé que son état s'améliorait lorsque son époux était absent, et qu'une bouteille de désherbant était à moitié vide alors qu'elle n'aurait pas dû servir. S'il n'y a pas de motif financier à un tel meurtre, M. Pengelley pourrait en revanche souhaiter voir mourir sa femme pour épouser sa jeune assistante, avec qui elle le soupçonne d'avoir une liaison. Jusqu'à peu de temps auparavant, la demeure des Pengelley était également occupée par une nièce, Freda Stanton, qui en est partie après une dispute avec sa tante. Un certain M. Radnor, que la cliente décrit comme un ami, un « charmant jeune homme », lui a conseillé de laisser la jeune fille prendre ses distances le temps qu'elle se calme.
Poirot et le capitaine Hastings voyagent jusqu'à Polgarwith, dans les Cornouailles, pour retrouver leur cliente, mais apprennent en arrivant chez-elle qu'elle est morte une demi-heure plus tôt.

### Enquête
Le détective interroge le médecin de la victime, qui lui assure qu'il n'y avait rien d'anormal à signaler. Il interroge ensuite Freda Stanton et Jacob Radnor, et découvre que tous deux sont fiancés. Tous deux expliquent les raisons de la dispute entre la nièce et sa tante : la vieille dame était amoureuse du jeune homme, plaçant le couple dans une situation telle que Stanton avait dû déménager. Sans plus d'éléments, Poirot et Hastings rentrent à Londres, mais continuent à suivre les éléments par le biais de la presse.
Quelque temps plus tard, ils apprennent ainsi que le corps de Mme Pengelley a été exhumé et que l'autopsie a révélé les traces d'un empoisonnement à l'arsenic. Son mari est arrêté et poursuivi pour meurtre, et des audiences préliminaires débutent.

### Dénouement et révélations finales
Après y avoir assisté, Poirot invite Radnor chez lui et lui montre une confession à signer. Il explique avoir compris que Radnor voulait se débarrasser des deux époux, en assassinant Mme Pengelley et en faisant condamner à mort M. Pengelley, afin que sa fiancée hérite de leur argent. Il s'était arrangé pour que Mme Pengelley tombe amoureuse de lui et avait réussi par des moyens détournés à la convaincre que son mari cherchait à la tuer. 
Poirot offre à Radnor 24 heures pour s'enfuir s'il signe la confession, et lui indique que l'appartement est cerné s'il cherche à fuir. Radnor signe le document et part. Poirot explique alors à un Hastings surpris qu'il n'avait aucune preuve et que ce coup de bluff était nécessaire pour que le tueur avoue. Il assure ensuite à son ami que Scotland Yard n'aura aucun mal à rattraper l'assassin, malgré ses 24 heures d'avance.

## Publications
Avant la publication dans un recueil, la nouvelle avait fait l'objet de publications dans des revues :
- le 28 novembre 1923, au Royaume-Uni, dans la collection « The Grey Cells of M. Poirot II », dans le no 1609 (vol. 124) de la revue The Sketch[1],[2] ;
- en octobre 1925, aux États-Unis, dans la collection « The Grey Cells of M. Poirot II », dans le no 6 (vol. 41) de Blue Book Magazine[1] ;
- en mars 1973, aux États-Unis, dans la revue Ellery Queen's Mystery Magazine[3].

La nouvelle a ensuite fait partie de nombreux recueils :
- en 1951, aux États-Unis, dans The Under Dog and Other Stories[1],[4] (avec 8 autres nouvelles) ;
- en 1966, aux États-Unis, dans Surprise! Surprise! (avec 11 autres nouvelles) ;
- en 1974, au Royaume-Uni, dans Poirot's Early Cases[1],[5] (avec 17 autres nouvelles) ;
- en 1974, aux États-Unis, dans Hercule Poirot's Early Cases (recueil ne reprenant que 15 des 18 nouvelles du recueil britannique) ;
- en 1979, en France, dans Le Bal de la victoire [6] (recueil ne reprenant que 15 des 18 nouvelles du recueil britannique, différentes de la sélection du recueil américain de 1974).

## Adaptation
- 1989 : Le Mystère des Cornouailles (The Cornish Mystery), téléfilm britannique de la série télévisée Hercule Poirot (14e épisode, 2.04), avec David Suchet dans le rôle principal.